# Kogelval

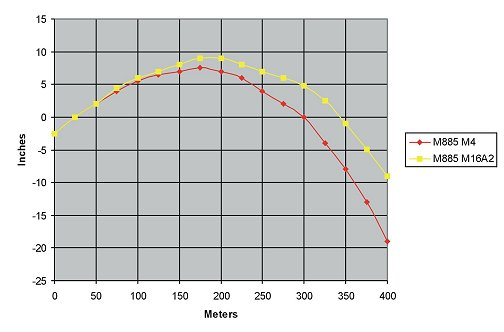
Kogelval voor een M16 en M4 karabijn

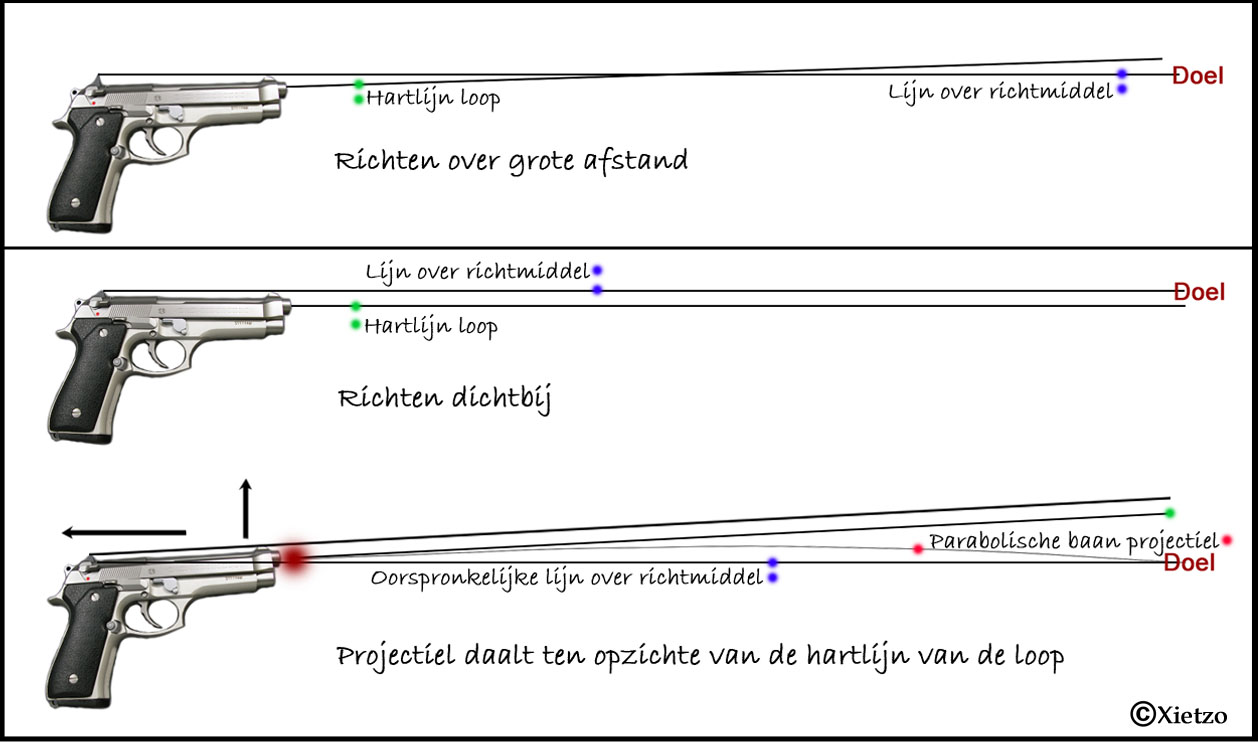
Toelichting kogelval

Kogelval (Engels: Bullet Drop) is in de uitwendige ballistiek het verschijnsel dat de baan van een projectiel (kogel) onder invloed van de zwaartekracht een daling vertoont. Afhankelijk van de afstand van het doel, zal de door de loop bepaalde aanvangsrichting van de baan hoger gekozen moeten worden dan de richting naar het doel. Bij veel vuurwapens kan het vizier van het wapen daarop ingesteld worden.
De baan van een projectiel zal niet alleen door de zwaartekracht beïnvloed worden, maar ook door de heersende wind.
Als het doel zuiver horizontaal gelegen is ten opzichte van het vuurwapen en de loop tijdens het vuren exact horizontaal staat, zal de kogel enigszins dalen en het doel missen. De baan lijkt op een parabool. De loop zal omhoog gericht moeten worden om het doel te raken, zodat de kogel eerst stijgt. Ook voor andere lagergelegen doelen kan dat het geval zijn.
Meestal staat het vizier afgesteld op een "gemiddelde" schootsafstand van bijvoorbeeld 300 meter. Dat betekent dat voor afstanden die korter zijn de kogel hoger inslaat dan waarop gemikt wordt en voor grotere afstanden lager. In tegenstelling tot wat vaak wordt beweerd zal een kogel nooit stijgen ten opzichte van het verlengde van de hartlijn van de loop. Een uitzondering is misschien het gevolg van het Magnuseffect: door een ronddraaiend projectiel in combinatie met zijwind kan een artilleriegranaat "klimmen"; in ieder geval moet er voor zijwind ook verticaal gecorrigeerd worden bij artillerieprojectielen.
Bij handwapens kan ook een rol spelen dat zo'n wapen tijden het vuren naar achteren kantelt. Als het zwaartepunt van het wapen waarmee de kogel werd afgevuurd onder de hartlijn van de loop ligt zal het wapen tijdens het vuren achterover kantelen waardoor de hartlijn van de loop op het moment dat de kogel de loop verlaat een richting zal hebben die hoger ligt dan kort voor het vuren.
Bij zuiver schietende wapens wordt vaak gekozen voor een zwaartepunt dat op- of in het verlengde van de hartlijn van de loop ligt. Een dergelijk wapen zal als ermee geschoten wordt recht langs de hartlijn van de loop naar achteren bewegen.